# Lee Eun-ju
Lee Eun-ju (이은주?; Gunsan, 22 dicembre 1980 – Bundang-gu, 22 febbraio 2005) è stata un'attrice sudcoreana.
Si è suicidata all'età di 24 anni in seguito ad alcuni episodi di depressione.

## Filmografia

### Cinema
- Christmas noonyi naerimyeon (크리스마스에 눈이 내리면), regia di Jang Dong-hong (1998)
- Song-eo (송어), regia di Park Chong-won (1999)
- Oh! Soo-jung (오! 수정), regia di Hong Sang-soo (2000)
- Haebyeoneuro gada (해변으로 가다), regia di In Soo Kim (2000)
- Sunaebo (순애보), regia di E J-yong (2000)
- Ahmijimong (아미지몽), regia di Kim Kyung-yong (2001)
- Bungee jumping hada (번지점프를 하다), regia di Kim Dae-seung (2001)
- Yeonae soseol (연애소설), regia di Lee Han (2002)
- Hayanbang (하얀 방), regia di Park Heung-sik (2002)
- Haneul jeongwon (하늘정원), regia di Lee Dong-hyeon (2003)
- Annyeong! UFO (안녕! 유에프오), regia di Kim Jin-min (2004)
- Brothers of War - Sotto due bandiere (태극기 휘날리며, Taegukgi hwinallimyo), regia di Kang Je-kyu (2004)
- Juhong geulshi (주홍글씨), regia di Byeon Hyeok (2004)

### Televisione
- Start (스타트) - serie TV (1997)[2]
- Baek Ya 3.98 (백야 3.98), regia di Kim Jong-hak - serie TV (1998)
- KAIST (카이스트), regia di Shin Yun-seob - serie TV (1999-2000)
- Seongnan eolgullo dolabola (성난 얼굴로 돌아보라), regia di Lee Min-hong e Lee Won-ik - serie TV (2000)
- Bulsae (불새), regia di Oh Kyung-hun - serie TV (2004)

## Riconoscimenti
| Anno | Premio                                       | Categoria                                          | Opera          | Risultato       |
| ---- | -------------------------------------------- | -------------------------------------------------- | -------------- | --------------- |
| 1996 | Sunkyung Smart Student Uniform Model Contest | Silver Award                                       |                | Vincitore/trice |
| 2001 | Premio Daejong                               | Miglior attrice emergente                          | Oh! Soo-jung   | Vincitore/trice |
| 2002 | Blue Dragon Film Awards                      | Miglior attrice                                    | Yeonae soseol  | Candidato/a     |
| 2004 | Blue Dragon Film Awards                      | Miglior attrice                                    | Juhong geulshi | Candidato/a     |
| 2004 | MBC Drama Awards                             | Miglior coppia (con Lee Seo-jin)                   | Bulsae         | Vincitore/trice |
| 2004 | MBC Drama Awards                             | Top Excellence Award – Attrice                     | Bulsae         | Vincitore/trice |
| 2005 | Baeksang Arts Awards                         | Miglior attrice                                    | Juhong geulshi | Candidato/a     |
| 2005 | Premio Daejong                               | Miglior attrice                                    | Juhong geulshi | Candidato/a     |
| 2005 | Korea Broadcasting Awards                    | Persona della anno nelle trasmissioni – Attrice TV |                | Candidato/a     |
| 2005 | Director's Cut Awards                        | Premio speciale per la recitazione                 |                | Vincitore/trice |